# Тасман (национальный парк)
Тасман (англ. Tasman National Park) — национальный парк на юго-востоке штата Тасмания, Австралия. Основан 30 апреля 1999 года.

## Описание, история
Парк занимает части полуостровов Форестир и Тасман, а также остров Тасман целиком, и несколько маленьких островов: в частности, Фоссил и Хипполит-Рокс.
Ближайший более-менее крупный населённый пункт — городок Порт-Артур.
Основной туристический маршрут называется «Три мыса»: его длина составляет 68 километров, он занимает 6 дней и стоит 200 австралийских долларов.

## Флора
Три вида очанки, кустарниковое дерево Allocasuarina crassa, эндемики Тасмании Richea dracophylla и Eucalyptus johnstonii.

## Фауна
Капский морской котик, малый пингвин; парк является так называемой «ключевой орнитологической территорией», в частности здесь обитают редкие ласточковый попугай и тасманийская радужная птица, а на острове Тасман, площадью чуть более одного квадратного километра, обитает более 1 % мировой популяции снеговой китовой птички. С берега часто можно заметить дельфинов и китов.

## Достопримечательности
- Остров Тасман
  - Маяк острова Тасман[англ.] высотой 29 метров — один из самых высоких в Австралии[7]
- Диабазовые колонны мыса Пиллар высотой 300 метров — одни из самых высоких в Австралии[5]
- Несколько дыхал

## Галерея

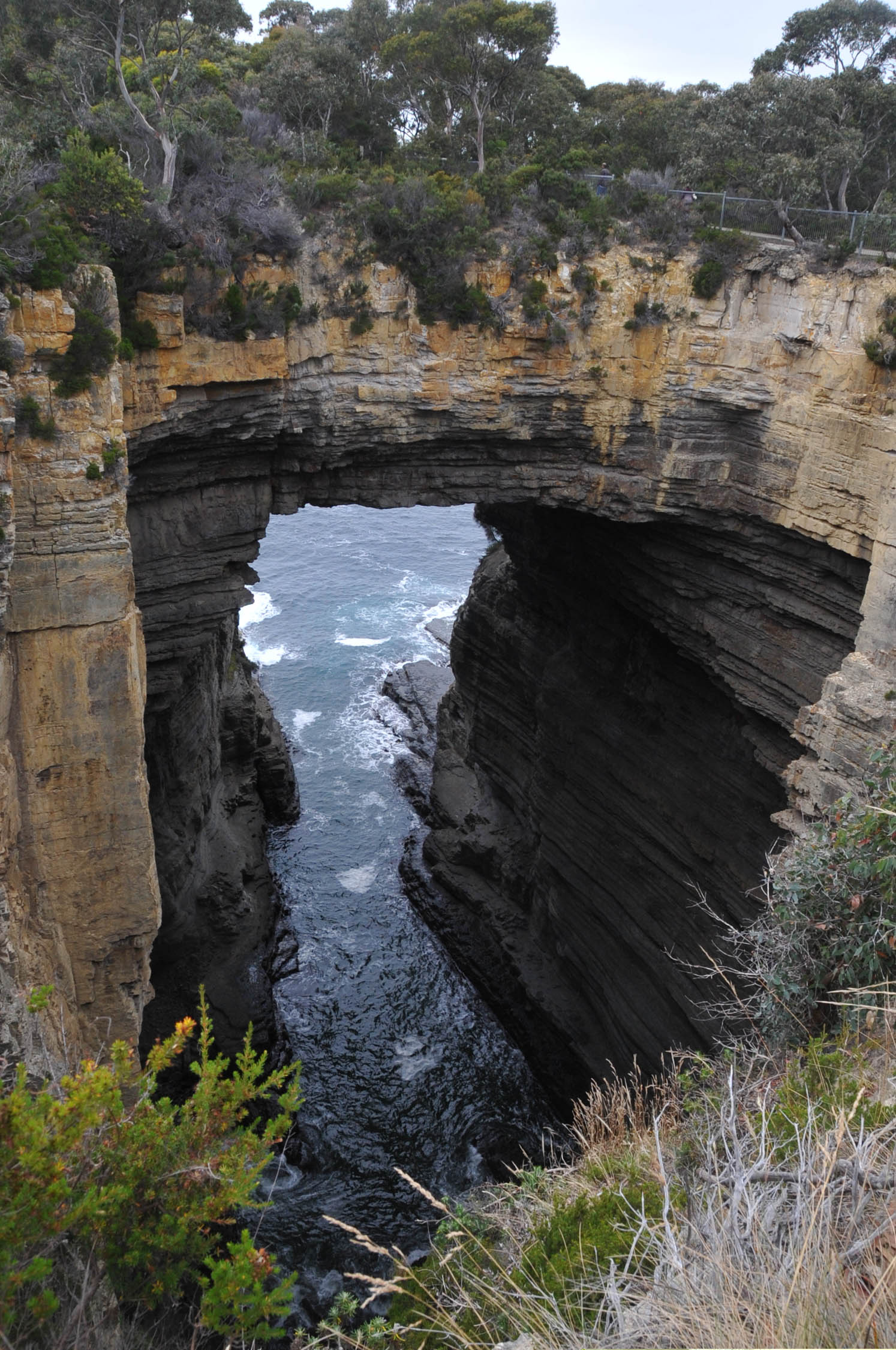
Тасманская арка
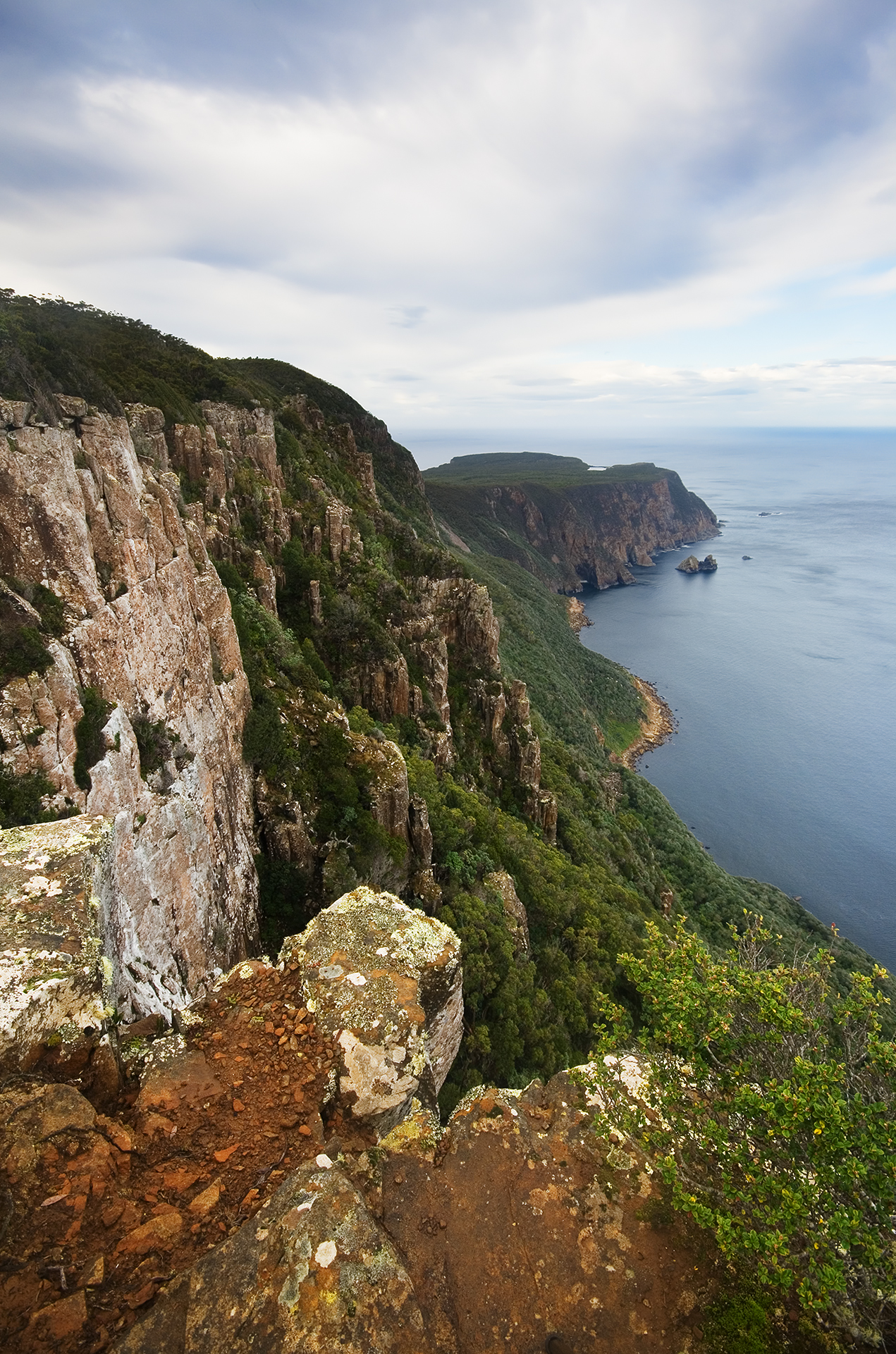
Вид на мыс Рауль
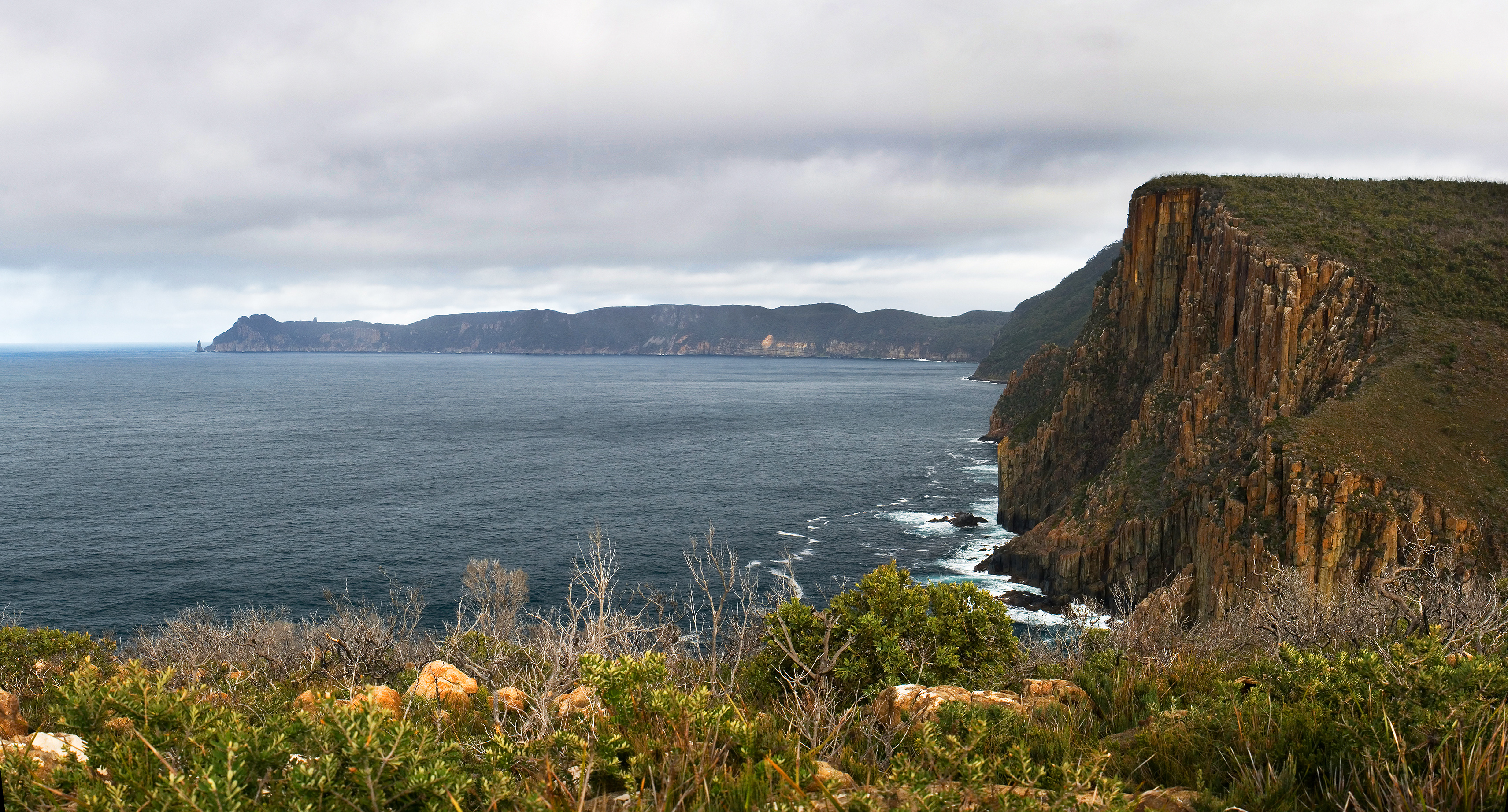
Мыс Пиллар
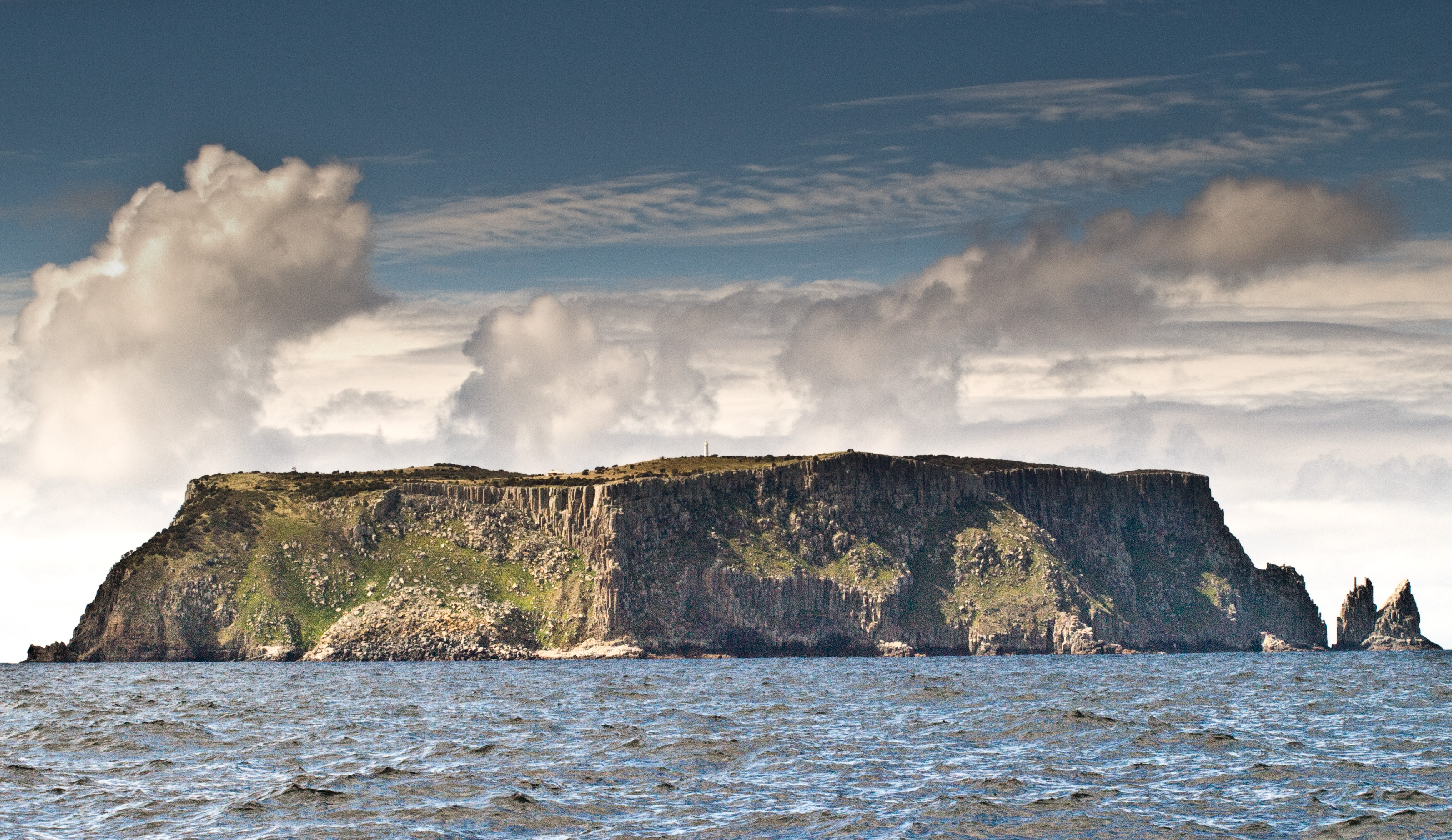
Остров Тасман